# Norički Vrh
Norički Vrh este o localitate din comuna Gornja Radgona, Slovenia, cu o populație de 158 de locuitori.